# Международное общество сознания Кришны на Украине
Международное общество сознания Кришны (ИСККОН) осуществляет свою деятельность на территории Украины с 1979 года. Кришнаиты проводят активную миссионерскую деятельность и проявляют социальную активность, осуществляя ряд гуманитарных программ. По данным на 2005 год на Украине действовало 37 официально зарегистрированных общин ИСККОН.

## История
Одним из первых жителей Украины, обратившихся в кришнаизм, стал житель Днепропетровска Валентин Ярощук. Он познакомился с «сознанием Кришны» в 1978 году в Риге и уже в 1979 году начал проповедовать на Украине. Первыми украинскими городами, в которых появились последователи Кришны, стали Винница, Николаев и Чернигов. В 1980-е годы кришнаиты на Украине и в ряде других советских республик подверглись преследованиям со стороны КГБ и государства. В 1990 году украинский ИСККОН получил официальную регистрацию. В 1995 году было официально зарегистрирован «Всеукраинский центр обществ сознания Кришны». По данным на 2005 год этот орган объединял 37 кришнаитских общин практически во всех областях Украины.

## Миссионерская деятельность
ИСККОН осуществляет на территории Украины активную миссионерскую деятельность. Как отмечает А. Черний, характерной особенностью проповеди кришнаитов на Украине является то, что они «стремятся обосновать неразрывное единство украинской и ведической культур». По мнению последователей ИСККОН, это способствует «внедрению» ИСККОН в «этно- и социокультурную ткань украинского общества, стоящего на пути национального возрождения». При этом кришнаиты в своей проповеди, как правило, не говорят об исключительности своей веры, не считают её единственно истинной.

## Благотворительная деятельность
Кришнаиты не только пропагандируют вайшнавское вероучение, но и проявляют заметную социальную активность, осуществляя ряд гуманитарных программ. В рамках гуманитарной миссии «Пища жизни», кришнаиты бесплатно предоставляют вегетарианскую пищу нуждающимся: малоимущим, инвалидам и больным. По данным на 2005 год, в рамках этой миссии еженедельно на Украине раздавалось до 4 тыс. горячих обедов. В украинских тюрьмах кришнаиты проводят программу милосердия «Дайте людям шанс!», в рамках которой проповедуют среди заключённых своё вероучение и помогают им «вернуться к нормальной общественной жизни». Кришнаиты также занимаются пропагандой вегетарианства, поддерживают программы, направленные на «возрождение института семьи», создают и поддерживают сельскохозяйственные эко-общины, имеющие целью защиту и сохранение окружающей среды.